# 塔朱拉地区
塔朱拉地区（法語：Région de Tadjourah）是非洲東部國家吉布提的一個地区，首府塔朱拉，北接奥博克地区和厄立特里亞，東毗塔朱拉灣，南鄰迪基爾地區和阿爾塔地區，西鄰埃塞俄比亞。